# Połączenie nitowe

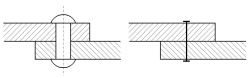
Przedstawianie połączeń nitowych w rysunku technicznym maszynowym (II i III stopień uproszczenia)

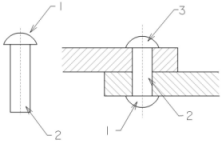
Nit i połączenie nitowe

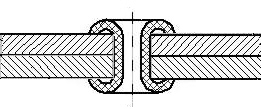
Nit rurkowy

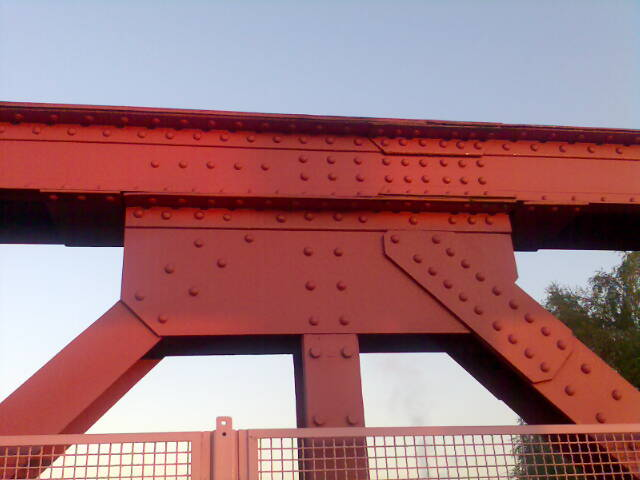
Kratownica nitowana

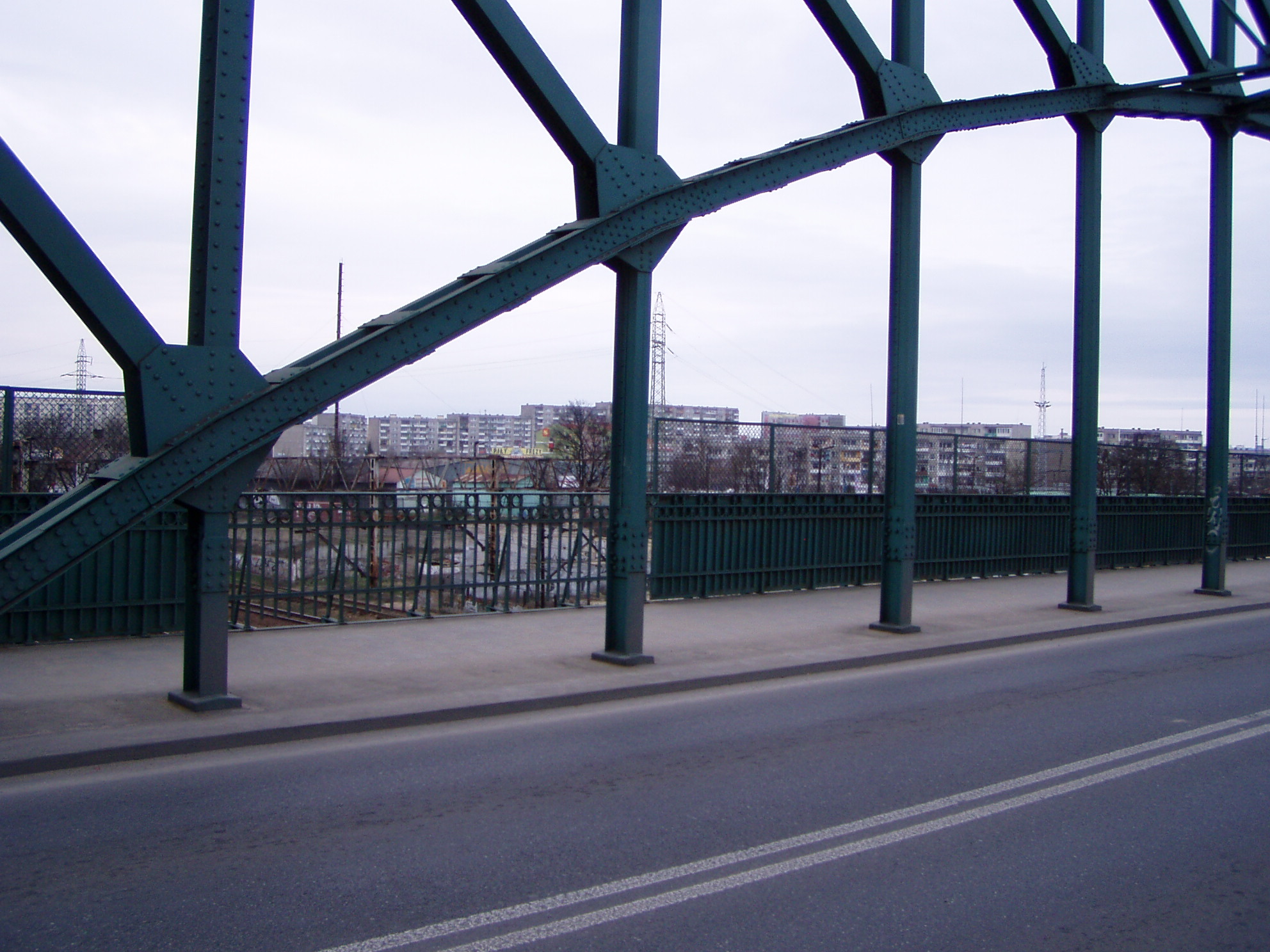
Nitowana konstrukcja mostu z 1914 w ciągu ul. Kościuszki w gdańskim Wrzeszczu (2006)

Połączenie nitowe – nierozłączne, pośrednie, połączenie mechaniczne elementów za pomocą nitów zwykle w postaci trzpieni walcowych z łbami. Nitowanie przez długi czas było najważniejszą metodą łączenia metalowych elementów konstrukcyjnych. W większości sytuacji, z uwagi na prostszą technologię wykonywania, współcześnie połączenia nitowe zostały wyparte przez połączenie spawane i zgrzewane. Historycznie używane w okrętownictwie.
Nitowanie stosuje się do łączenia ze sobą blach, taśmowników oraz kształtowników stalowych, dźwigarów, wsporników, wiązarów, a także do nierozłącznych połączeń różnych części maszyn i przedmiotów. Przy nitowaniu zakładkowym (gdy arkusze blachy zawinięte są na krawędziach) i przy dużej gęstości nitów można uzyskać wysoką szczelność połączenia. Pozwala to na stosowanie nitów przy budowie różnego rodzaju zbiorników, także ciśnieniowych.

## Rodzaje połączeń nitowych
Nitowanie dzielimy na:
- zwykłe, kiedy obydwa „łby” nitu występują ponad powierzchnię nitowanych części,
- rurkowe,
- soczewkowe
- soczewkowe niskie
- grzybkowe
- kryte, kiedy łby nitów są schowane równo z powierzchnią łączonych części. Ponieważ ten typ nitowania ma gorsze właściwości wytrzymałościowe bywa stosowany tylko w ostateczności.

## Nit i stosowanie
Nit w swej wyjściowej formie składa się z główki (1) i trzonu (szyjki) (2). Umieszczony w otworze w łączonych elementach zostaje zakuty (zamknięty) przez spęczanie trzpienia, tworząc zakuwkę (3). Zamykanie nitu przeprowadza nitowacz (robotnik) ręcznie, za pomocą młotka ręcznego lub pneumatycznego, ręcznej nitownicy (kształtującej zakuwkę) lub nitownicy maszynowej. Do nitowania ręcznego stosujemy: młotek ślusarski, wspornik do łba nitu, dociskacz do uszczelnienia nitowania oraz zakuwnik do uformowania zakuwki.
Nity niewielkich rozmiarów można zakuwać na zimno. Większe i w bardziej odpowiedzialnych konstrukcjach zakuwa się na gorąco.
Długość trzpienia nitowanego powinna być równa sumie grubości obu łączonych elementów, powiększonej o długość trzpienia, przeznaczoną do uformowania zakuwki.
Otwory do nitów są albo wiercone, albo przebijane na specjalnych tłoczarkach; otwory wiercone mają kształt walcowy, a przebijane stożkowy. Powierzchnie otworów zarówno wierconych, jak i przebijanych wyrównuje się rozwiertakiem-zdzierakiem. Zewnętrzne brzegi otworów nawierca się tak, aby umożliwić tworzenie się szyjek pod łbami nitów. 

## Właściwości połączenia nitowego
Wprawdzie połączenie nitowe jest przynajmniej częściowo połączeniem ciernym, obliczenia wytrzymałościowe połączeń nitowych dokonuje się, zakładając, że to nit lub ich grupa przenosi całe obciążenie. Nity najczęściej pracują na rozciąganie lub ścinanie i te warunki konstruktor musi uwzględnić, projektując połączenie nitowe.